# Bauhinia subrotundifolia
Bauhinia subrotundifolia är en ärtväxtart som beskrevs av Antonio José Cavanilles. Bauhinia subrotundifolia ingår i släktet Bauhinia och familjen ärtväxter. Inga underarter finns listade i Catalogue of Life.

## Bildgalleri

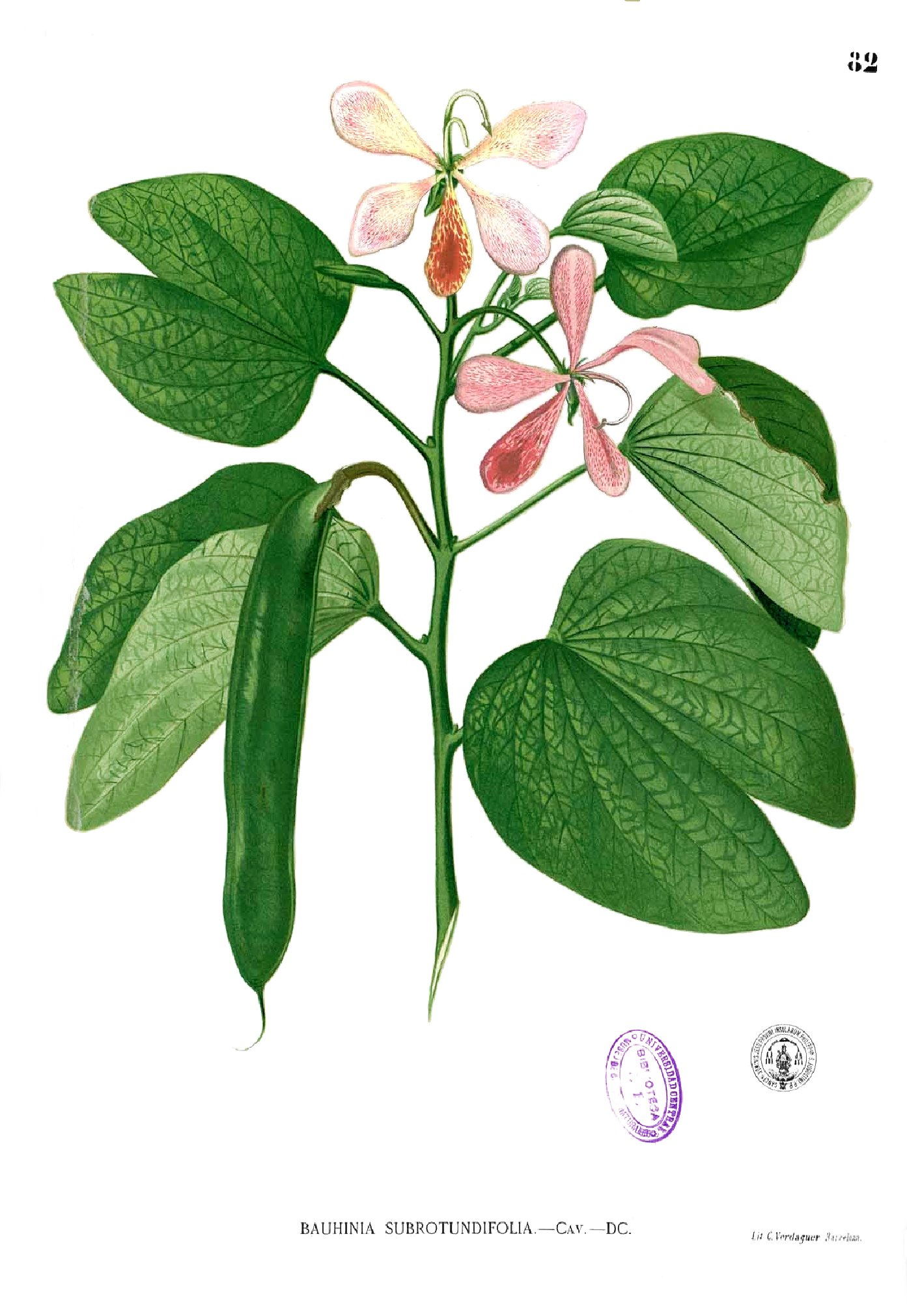